# 김린 (디자이너)
김린(1982년 ~ )은 대한민국의 그래픽 디자이너이자 교육자이다. 이화여자대학교와 런던예술대학교에서 그래픽 디자인을 공부했으며, 서울을 기반으로 1인 출판사 겸 디자인 스튜디오 서울할머니를 운영한다. 《한국, 여성, 그래픽 디자이너 11》(6699프레스, 2016)을 공동 기획했으며, 타이포잔치 2017 리서치북 《터치 타입》(한국타이포그라피학회, 2017)의 편집, 《글짜씨》 11–17호(한국타이포그라피학회, 2015–2018)의 편집에 참여했다. 여성 디자이너 정책 연구 모임(WOO)의 대표로 활동하면서 <W쇼–그래픽 디자이너 리스트> 전시(SeMA 창고, 2017)에 연구·조사로 참여했다. 이후 ‘한국 페미니스트 디자인 연구와 프랙티스 분석: 1990-2018’ 등의 논문(이화여자대학교 박사학위논문, 2020)으로 페미니스트 디자인 연구를 지속하고 있으며 2017년부터 동양미래대학교 시각디자인과 부교수로 재직하고 있다.

## 활동
•2017년~현재 동양미래대학교 시각디자인과 부교수
•2017년 여성 디자이너 정책 모임 (WOO) 대표
•2013년~2017년 1인 출판사 겸 디자인 스튜디오 서울할머니 운영
•2011년~2015년 더썸띵북(The Something Book)에서 홍윤지 디자이너와 공동 출판 활동
•2010년~2011년 이화여자대학교 색채디자인연구소 디자이너
•2008년~2009년 디자인그룹메카 디자이너

## 여성주의 디자인 활동

### 《한국, 여성, 그래픽 디자이너 11》
《한국, 여성, 그래픽 디자이너 11》은 서울할머니의 김린과 그래픽 디자인 스튜디오이자 독립출판사인 6699프레스의 이재영이 공동 기획한 책이다. 11명의 여성 그래픽 디자이너를 선정 후 그들이 대화를 나누고 싶은 디자이너들을 섭외하여 자유롭게 이야기한 내용을 담은 책이다. 최슬기, 워크스, 전가경, 이나미, 김소미, 박수진, 유연주, 박연미, 구자은, 김영나, 신해옥을 선정후 그들이 대화를 나누고싶은 디자이너 양상미, 맛깔손, 이정혜, 우유니게, 오진경, 이재원, 오새날, 안지미, 김현미, 유지원, 박연주의 이야기가 담겨있다. 각자의 작업에 집중하기보다 20대부터 50대까지 다양한 나이대의 여성 디자이너들의 삶을 이야기 한 책이다.

### 여성 디자이너 정책 연구 모임 (WOO)
김린은 여성 디자이너 정책 연구 모임 (WOO)의 대표로, 여성 디자이너 정책 연구 모임 (WOO)은 2016년 11월 27일 문화예술계 내에서 수면 위로 떠오른 젠더 문제에 대한 대응을 하며 여성들이 본인의 역량을 펼치며 살아갈 수 있는 방법을 찾기 위해 1년의 시간을 두고 생성된 모임이다.《한국, 여성, 그래픽 디자이너 11》의 멤버들을 주축으로 기획되었으며 이후 2017년 5월 20일 탈영역 우정국에서 첫 번째 대외 행사인 ‘WOO WHO: Women Talk Graphic Design’을 개최하여 여성디자이너들의 작업을 조명하고 여성 디자이너들의 이야기를 들을 수 있는 강연을 진행하였다. 이후 2017년 12월에 SeMA 창고에서 진행된 ‘여성’과 ‘그래픽 디자인’에 관한 전시 《W쇼-그래픽 디자이너 리스트》의 전시 도록 출간 기념회가 있었던 2017년 12월 29일에 활동을 종료했다.

### W쇼-그래픽 디자이너 리스트
김린이 참여한 전시 《W쇼-그래픽 디자이너 리스트》는 ‘여성’과 ‘그래픽 디자인’에 관한 전시이다. 지난 삼십 여 년 간 중요한 성취를 거둔 여성 디자이너의 작업을 되돌아보고, 성취에 비해 알려지지 않은 여성 디자이너의 활동을 재조명하는 전시이다. 남성 중심 사회에 의해 가려진 여성들의 업적을 재조명하는 전시로 2017년 12월 8일부터 2018년 1월 12일까지 SeMA 창고에서 진행되었다. 박연주, 박이랑 등 91명의 여성 그래픽 디자이너가 참여하였으며 김린이 대표인 여성 디자이너 정책 모임 우(WOO)의 스터디 그룹 ‘우! 스쿨WOO SCHOOL’의 페미니즘 도서 열람 프로젝트가 함께 진행되었다.

### 책장 동기화하기
책장 동기화하기는 김린이 2018년도에 기획한 프로젝트이다. 여성 디자이너 정책 모임 내의 스터디팀 ‘우!스쿨’이 기획한 ‘우! 북 클럽 WOO! BOOK CLUB’프로젝트에서 페미니즘 도서 120여 권을 책장에 모아 작은 서재 겸 열람실을 만들었고 이후 《W쇼-그래픽 디자이너 리스트》에 한 달간 전시되었다. 전시 종류 후  홍대에 위치한 whatreallymatters(마포디자인출판지원센터)에서 공간과 비용을 지원받아 ‘책장 동기화하기’를 기획했다. 책장에는 바퀴가 달려 이동이 가능한 형식으로 원하는 곳이 있으면 출장을 가기도 한다. 페미니즘과 디자인을 키워드로 선별한 200 여 권의 책이 열람 가능하며 지금까지 대구 영남대학교, 파주타이포그라피학교, 황두진건축사사무소 등 6번의 출장을 다녔으며 각 출장장소에서 워크숍을 진행하였다. 출장에 가있지 않는 한 wrm.에서 만나볼 수 있다. 2021년에는 〈‘책장 동기화하기’ 토크 연계형 워크숍: 읽고×디자인하기 READ×DESIGN〉을 주최함으로 교차성 페미니즘과 LGBTQ, 장애가 교차하는 지점을 탐구하는 토크와 워크숍을 열었다.

## 저술
김린은 디자인계 내 페미니즘 관련 활동을 하며 이에 대한 기록을 여러 매체의 기고문과 연구 논문으로 남겼다. 이화여자대학교에서 ‘한국 페미니스트 디자인 연구와 프랙티스 분석: 1990-2018’으로 박사학위를 받았으며 이후 페미니스트 디자인 연구를 지속하고 있다.

### 논문
- 〈국제 학술지로서의 《글짜씨》 논문 작성 규정 개정 방안〉, 《글짜씨》 85-117, 2016
- 〈국내 페미니스트 디자인 연구의 특징: 1970~ 2018〉, 한국융합학회논문지 91-97, 2019
- 〈교차성(intersectionality)의 관점에서 바라본 실라 르브랑 드 브레트빌의 작품세계〉, 한국융합학회논문지 149-156, 2019
- 〈한국 페미니스트 디자인 연구와 프랙티스 분석〉, 이화여자대학교 대학원, 2020
- 〈Korea Feminist Design Practice Analysis〉, Archives of Design Research, 34(1), 33-51, 2021

### 기고
- 〈텍스트를 구출하라〉, 《글짜씨》, 한국타이포그라피학회, 2015
- 〈그래픽 디자인 업계 종사자들에게 묻습니다〉, 월간 《디자인》 2016년 12월호, 디자인하우스, 2016
- 〈서울단상사용법〉, 월간 《문화, 서울》, 서울문화재단, 2016
- 〈그 많던 디자인과 여학생들은 어디로 갔을까〉, 《여성신문》, 2017
- 〈지금, 한국 디자인계는 균형을 바로잡는 중〉, 월간 《디자인》 2017년 8월호, 디자인하우스, 2017
- 〈제2의 글리프, 해시태그, #〉, 계간 타이포그래피 저널 《the T》, 2017
- 〈[37호] 조금은 불편하고 때로는 아름답지 않은, 도시의 해부학도판〉, 문화연대 웹진 《문화빵》 15호, 2018
- 〈페미니스트이기를 주저하는 디자이너들에게〉, 《세상을 바꾼 벽보: 녹색당 신지예와 선거 포스터》, 프로파간다, 2018
- 〈Open Recent Gujo Dopyo〉, 《Open Recent Graphic Design 2018》, 프레스룸, 2018
- 〈[지금 여기 그리스도인 들여다보기(1)] 딸들의 언어로 새 기독교를 말하다〉, 《새가정》 2018년 1월호(제65권 통권 제706호) 28-31, 2018
- 〈[지금 여기 그리스도인 들여다보기(2)] 말씀으로 해석되는 ‘과거의 오늘’ 타임라인〉, 《새가정》 2018년 1월호(제65권 통권 제707호) 28-31, 2018
- 〈[지금 여기 그리스도인 들여다보기(3)] 광고를 보며 기도합니다〉, 《새가정》 2018년 1월호(제65권 통권 제708호) 28-31, 2018
- 〈[지금 여기 그리스도인 들여다보기(4)] 엮고 모은 조각의 틈〉, 《새가정》 2018년 2월호(제65권 통권 제707호) 28-31, 2018
- 〈[지금 여기 그리스도인 들여다보기(5)] 규칙과 힌트] 매끈한 교회 VS 투명한 교회〉, 《새가정》 2018년 1월호(제65권 통권 제709호) 28-31, 2018
- 〈[지금 여기 그리스도인 들여다보기(6)] 매끈한 교회 VS 투명한 교회〉, 《새가정》 2018년 2월호(제65권 통권 제710호) 28-31, 2018
- 〈[지금 여기 그리스도인 들여다보기(7)] 아빠육아〉, 《새가정》 2018년 1월호(제65권 통권 제711호) 28-31, 2018
- 〈[지금 여기 그리스도인 들여다보기(8)] 걸어보지 못한 길을 다시 걷게 된다면〉, 《새가정》 2018년 2월호(제65권 통권 제713호) 28-31, 2018
- 〈[지금 여기 그리스도인 들여다보기(9)] 아이의 물욕에 ‘바운더리’를〉, 《새가정》 2018년 1월호(제65권 통권 제714호) 28-31, 2018
- 〈[지금 여기 그리스도인 들여다보기(10)] 책장 동기화하기〉, 《새가정》 2018년 1월호(제65권 통권 제715호) 28-31, 2018
- 〈[지금 여기 그리스도인 들여다보기(11)] 사회적 모성과 밈〉, 《새가정》 2018년 12월호(제65권 통권 제716호) 28-31, 2018
- 〈연대: 동일시를 넘어〉, 2021, 디자인하우스 (월간 《디자인》, 2021년 4월호)

## 전시

### 개인전
김린은 2016년 6월 22일부터 6월 30일까지 마포구에 위치한 땡스북스에서 개인전 《팝니다, 드립니다, 대여합니다》를 선보였다. 이 작업은 이후 《W쇼-그래픽 디자이너 리스트》에서 다시 한번 발표했다. 《팝니다, 드립니다, 대여합니다》는 사물에 관한 이야기를 매개로 물건을 낙점할 인물을 공개 모집한다. 낙점자는 자신의 이야기를 지불하고 거래한다. 전시가 끝날 때 사물을 포함한 전시장 파티션과 그래픽 포스터들은 새 주인을 찾아 사라지는 작업을 전시했다.

### 그룹전
- <Sum of Stories>, MA Graphic Design Degree Show, UAL, Camberwell College of Art, 2012
- <서울할머니>, 제33회 비주얼 메시지 그룹전 《Me, My, Mine》, KCDF 갤러리, 2015
- <Scrambled>, 제34회 비주얼 메시지 그룹전 《Visual Recipe》, 구하 갤러리, 2016
- <서울 누빔 지도>, 서울문화재단, 2016
- <한 잔의 서울>, 갤러리 플라스크, 2016
- <I Will Go With You>, 제35회 비주얼 메시지 그룹전 《Designer's Note》, Gallery O, 2017
- <쏜살문고 북디자인 프로젝트>, 2020 한국디자인학회 가을 국제초대전, DDP, 2020
- <오늘의 명언>, 제37회 비주얼 메시지 그룹전 《Newtro》, 마루아트센터, 2021

## 작업

### 출판 기획
- 《The Bird Book》, 김린・홍윤지 지음, 더썸띵북 발행, 2011
- 《The Pink Book》, 김린・홍윤지 지음, 더썸띵북 발행, 2013
- 《잃고 × 쓰기 Lose & Write》, 안나 조 지음, 더썸띵북 발행, 2014
- 《동동은 땡땡이를 좋아해》, 김린 지음, 서울할머니, 2015
- "ADU 프로젝트" 《평택커 –평택에 사는 사람》 등 9권, 최석표 등 9명 지음, 더썸띵북 발행, 2015
- 《꿈사냥을 떠나자》, 여상현 지음, 서울할머니 발행, 2015
- 《한국, 여성, 그래픽 디자이너 11》, 최슬기・워크스・전가경・이나미・김소미・박수진・유연주・박연미・구자은・김영나・신해옥 지음, 6699프레스 발행, 2016 (공동기획)
- 《Touch Type》, 제5회 타이포잔치 "몸과 타이포그래피" 프리비엔날레 리서치북, 2017 (편집)
- 《글짜씨》 11–17호, 한국타이포그라피학회, 2015–2018 (편집)

### 디자인
- 《The Bird Book》 북디자인, 더썸띵북, 2011
- 《The Pink Book》 북디자인, 더썸띵북, 2013
- 《어떤 지도》 정기간행물 디자인, 2013
- 《잃고 × 쓰기 Lose & Write》 북디자인, 더썸띵북, 2014
- 《꿈사냥을 떠나자》 북디자인, 서울할머니, 2015
- 《동동은 땡땡이를 좋아해》 북디자인, 서울할머니, 2015
- 전기가오리 출판사 브랜드 아이덴티티 디자인, 2016
- 《스탠퍼드 철학백과의 항목들: 아리스토텔레스의 형이상학》 북디자인, 전기가오리, 2016
- 《졸업하고 뭐할까?》 리플릿 디자인, 동양미래대학교, 2019
- 쏜살문고 여성작가 시리즈 표지 디자인(강경애 「소금」(1934), 강신재 「해방촌 가는 길」(1957), 박완서 「이별의 김포 공항」(1974)), 민음사, 2019
- 《책장 동기화하기》 포스터 디자인, 2019
- 동아시아사이언스 출판사 브랜드 아이덴티티 디자인, 2020
- 김태연 개인전 《비 틀》 전시 그래픽 디자인, 2020
- 김태연 작품집 《불만이 작업이 될 때》. 《The Ruler of the Shape》, 《비 틀》 도록 디자인, 2021

## 기타 활동

### 워크숍
- '책장 동기화하기' 첫번째 출장, 2018년 9월 10일 ~ 10월 5일, 대구 영남대학교, 출판부 2층 C26 북카페·별책
- '책장 동기화하기' 두번째 출장, 2018년 11월 1일 ~ 11월 30일, 파주타이포그라피학교, 이상집 1층 전시실
- '책장 동기화하기' 세번째 출장, 2018년 12월 3일 ~ 3월 14일, 황두진건축사사무소
- '책장 동기화하기' 네번째 출장, 2019년 3월15일 ~ 4월 15일, THE REFERENCE
- '책장 동기화하기' 다섯번째 출장, 2019년 4월16일 ~ 6월 15일, 디자인하우스 장충동 사옥
- '책장 동기화하기' 2호기 첫번째 출장, 2019년 10월18일 ~ 12월, 피엑스디(pxd.co.kr)

### 강연
- '문화예술계 성폭력의 특수성' (성폭력 피해자 지원시설 종사자 대상 교육), 여성문화예술연합, 2017
- 'WOOWHO' ("Women Talk Graphic Design" 강연), 김린・김소미・박신우・박이랑・김민정・권아주・이유진・정희연・신인아, 2017
- '페미니스트 디자인 연구의 계보 동기화하기' (2019년 영추포럼 대주제 "온다!" 시리즈 #2), 황두진건축사사무소, 2019
- '일상 속 타이포그래피', 연세대학교 대학원 국문과 특강, 2021
- '디자인과 여성', 서울시립대학교 산업디자인학과 시각디자인 전공, 시각디자인현장이슈 특강, 2021
- 'Graphic Design and Feminism in Korea After 2016', Stanford University, Modernization and Design: A South Korean Case Study, 2021
- '페미니스트 디자인 연구', 이화여자대학교 디자인학부, 대학원 특강, 2021